# 岩井由紀子
岩井 由紀子（いわい ゆきこ、1968年5月26日 - ）は、日本の元タレント、歌手・女優。愛称はゆうゆで、1987年から1994年の間は芸名として用いていた（後述）。
神奈川県横浜市出身。女性アイドルグループ『おニャン子クラブ』の元メンバーで、会員番号は19番。

## 経歴
1968年5月26日、横浜市内の産婦人科にて生まれる。小学4年時に、横浜市立常盤台小学校から船橋市立葛飾小学校へ転校。船橋市立葛飾中学校、嘉悦女子高等学校卒業。嘉悦女子短期大学中退。
生まれは横浜、育ちは千葉のブレンド少女であったが、本人は「ハマっ子」を自称した。
1985年当時、創刊されたばかりの模型雑誌『モデルグラフィックス』（大日本絵画）編集部に実姉ネーネ（当時の表記）が勤務しており、誌面を飾るモデルにアイドル志望だった妹を推薦。創刊号からグラビアモデルのユーユ（当時の表記）として誌面に登場。グラビアと言っても水着やセクシーな衣装などではなく、誌面に登場したモデルガンやミリタリー系各種装備を紹介するモデルがメインだった。創刊号では1/8ナウシカのドールの作例と合わせて原寸大の長銃を構えたナウシカのコスプレを披露。以後誌面に掲載される作例に合わせてアニメのキャラクター（『重戦機エルガイム』のファンネリア・アム）や『ゴーストバスターズ』（ツナギ姿でプロトンパックを装備）、MP44を構えたドイツ国防軍兵士等の格好をした彼女が誌面に花を添えた。
1985年6月21日に『夕やけニャンニャン』（フジテレビ）のオーディションに合格、おニャン子クラブ会員番号19番として活動を始める。ファーストアルバム『KICK OFF』からジャケット写真に参加。ゆうゆの愛称で親しまれ、後に同じくおニャン子クラブ会員番号16番の高井麻巳子と共に『うしろゆびさされ組』を結成。1986年7月、おニャン子クラブの5thシングル「お先に失礼」でフロントボーカルに選ばれる。その後もシングル、アルバムの多くの楽曲でフロントボーカルを担当し、中・後期のおニャン子クラブの中心的存在の一人となる。
事務所は渡辺プロダクションに所属し、1987年3月25日には「天使のボディーガード」でソロデビュー。高井麻巳子の卒業に伴い、同年4月、うしろゆびさされ組は解散。同年9月20日おニャン子クラブが解散した後、愛称のゆうゆを芸名にする。『歌え!アイドルどーむ』（テレビ東京）メインMC、『クイズ!年の差なんて』（フジテレビ）レギュラーなど、バラエティ番組を中心とするバラドルとして活動。一方、リリースするレコードの売り上げは採算が取れないほど低迷の一途を辿り、「スタッフからシングルの売り上げが落ちていく資料を見せられ、『どうするんだ、これから?』と激しい叱咤を繰り返された」と雑誌『宝島』（宝島社）のインタビューで語っている。これを機に1989年以降、歌手活動は休止。
1989年、ゲームメーカーのタイトーのイメージキャラクターに抜擢。
1991年、「ポスト井森美幸」と称され、テレビ・ラジオのレギュラー7本を持つ売れっ子バラドルとなる。
1994年、「大人のタレントとして活動するため」と芸名を本名の岩井由紀子に戻す。
1997年、青年実業家と結婚し、芸能界を引退。後に2児の母となる。
2002年、おニャン子クラブの再結成に参加し、『HEY!HEY!HEY! MUSIC CHAMP』（フジテレビ）、『FNS歌謡祭2002』（フジテレビ）に出演。
2007年、『快感MAP』（テレビ朝日）に電話で出演。

## 人物・エピソード
2人姉妹の次女。岩城滉一のファンを公言していた。
ORICON WEEKLY（現「オリ★スタ」）誌上で連載していたエッセイ『ゆうゆ〜自適』で、『愛称の由来はねぇね（前述の実姉）が名付け親』等の裏話を披露している（同紙面にはロドリゲス高橋がゆうゆをモチーフにしたという『ふしぎの国のゆうゆ』も掲載されていた）。
熱狂的な松田聖子の大ファンであり、日本テレビ系『歌のトップテン』出演時に対面し、感激の涙を流した。
『夕やけニャンニャン』スタッフは岩井の事を「気が強く、すぐに泣く」と評し、「嫌いなスタッフに当たりが冷たい」ところが難だと指摘した。
おニャン子クラブのメンバーの中で一番小さく、背が低いことに加え童顔なため、実年齢より幼く見られることがコンプレックスだったが、おニャン子に入ってからそれらが多くの人に好まれる個性だと気付いてから積極的になったという。また、トランジスターグラマーであることも自覚しており、「意外とおっぱいは大きいんです」と自ら語ることも度々あった。
おニャン子クラブで特に仲が良かったのは渡辺美奈代で、美奈代も必ず岩井の名を挙げる。また、同じ渡辺プロに所属していた河合その子について「妹みたいに可愛がってくれた」と語った。工藤静香から「ゆうゆをぬいぐるみにして部屋に飾っておきたい!可愛いんだもん」と言われたエピソードがある。グループ内でもマスコット的な位置にいた。
うしろゆびさされ組の高井麻巳子との不仲が絶えず噂されていた。1994年に「明石家電視台」にゲスト出演した際にこの件に触れ、高井との仲について「あんまり一緒にいなかった」「あんまり仲良くなかった」「別々のグループにいた」などと発言し、当時仕事以外では接点がなくあまり会話がなかったことを明かした。ただし「私が子供だったから」と高井をフォローしており、「今だったら（普通に）喋れる」とも話した（岩井は高井と秋元が密かに交際を深めていたことに気づいており、そのことに一抹の苛立たしさを感じていたとのこと）。高井がソロデビューの準備に入って以降、うしろゆびさされ組のスケジュールは高井中心で組まれることが多くなり、岩井のストレスも増大した。そのため、つい校則を軽視して登校、授業中、教師より「髪に段を付けるな!」と激怒され、岩井は逆ギレしてそのまま帰宅しようとしてしまう。それを「今、帰ったら退学になっちゃうよ!」と級友に必死で止められたことがある。
同時期にバラドルとして活躍していた森口博子、ちはるなどは「ゆうゆの素顔はとても大人しくて、可愛らしい女性」だと語ったことがある。
クイズ番組等でフリップボードの隅によく「ナス」のイラストを描いていた。ファンクラブのおまけにナスのイラストのカードタグが付いてきた。友近がしばしばそのことをネタにする。
沖縄アクターズスクールの生徒だった安室奈美恵が、小学生の頃に琉球放送のローカル番組内で行われた『ちびっ子カラオケ大会』で「-3℃」を歌って優勝。冒頭で「ゆうゆが大好きな安室奈美恵ちゃん」と紹介されていた。
ビビる大木が岩井の大ファンだったと明かしている。同時期に渡辺プロダクションに所属していたことがあるが、ファンであったことは最後まで言えなかったという。
ワッキー(ペナルティ)は『アメトーーク!』内で「好きだったアイドルのシングル」として「25セントの満月」を持参した。しかし出だしの2小節しか歌えず（決して間違ってはいなかったが）、周囲から「本当にその曲が好きだったのか!?」と非難を浴びた。
自分の特技に『変にゃ歌』を挙げている。『ゆうゆ光線』他幾つかのアルバムにこれら変にゃ歌が幾つか収録されているのはトリビア扱いとなっている。
握手会で握手でなく、指相撲をやった事がある。

## 作品

### シングル
| #                  | 発売日             | タイトル                                                                                     | c/w                                                               | オリコン最高位     |
| キャニオンレコード | キャニオンレコード | キャニオンレコード                                                                           | キャニオンレコード                                                | キャニオンレコード |
| ------------------ | ------------------ | -------------------------------------------------------------------------------------------- | ----------------------------------------------------------------- | ------------------ |
| 1st                | 1987年3月25日      | 天使のボディーガード (ゆうゆ with おニャン子クラブ) 作詞：秋元康 作曲：後藤次利 編曲：佐藤準 | モナリザのいたずら 作詞：秋元康 作曲：小森田実 編曲：佐藤準       | 2位                |
| 2nd                | 1987年7月22日      | -3℃ 作詞：及川眠子 作曲：後藤次利 編曲：佐藤準                                               | アッというMAにMEっ! 作詞：秋元康 作曲：後藤次利 編曲：後藤次利    | 2位                |
| ポニーキャニオン   |                    |                                                                                              |                                                                   |                    |
| 3rd                | 1987年10月28日     | 25セントの満月 作詞：秋元康 作曲：鶴久政治 編曲：西平彰                                      | お待ちかねのAカップ 作詞：秋元康 作曲：鶴久政治 編曲：西平彰      | 6位                |
| 4th                | 1988年1月21日      | ついて行けない -がんばれボーイフレンド- 作詞：秋元康 作曲：見岳章 編曲：見岳章               | 爪を噛んでた 作詞：秋元康 作曲：後藤次利 編曲：後藤次利           | 6位                |
| 5th                | 1988年4月21日      | 左胸あたり 作詞：及川眠子 作曲：井上ヨシマサ 編曲：井上ヨシマサ                              | 見てしまった 作詞：戸沢暢美 作曲：井上ヨシマサ 編曲：井上ヨシマサ | 20位               |
| 6th                | 1988年7月27日      | サヨナラ志願 作詞：及川眠子 作曲：小森田実 編曲：米光亮                                      | 戸惑いリグレット 作詞：及川眠子 作曲：長沢ヒロ 編曲：米光亮       | 29位               |
| 7th                | 1988年11月30日     | 星空のギャングスター 作詞：横山武 作曲：後藤次利 編曲：後藤次利                              | あ・うんの微笑み 作詞：藤原安寿 作曲：根岸孝旨 編曲：西平彰       | 41位               |
| 8th                | 1989年2月8日       | もう一度ピーターパン 作詞：秋元康 作曲：井上ヨシマサ 編曲：西平彰                            | 夢よ開けゴマ! 作詞：秋元康 作曲：井上ヨシマサ 編曲：佐藤準        | 35位               |

### アルバム

#### オリジナルアルバム
| 枚                 | 発売日             | タイトル                                           | オリコン最高位     |
| キャニオンレコード | キャニオンレコード | キャニオンレコード                                 | キャニオンレコード |
| ------------------ | ------------------ | -------------------------------------------------- | ------------------ |
| 1st                | 1987年7月29日      | ゆうゆ光線                                         | 1位                |
| 1st                | 2008年7月16日      | Myこれ!チョイス『ゆうゆ光線』+シングルコレクション | -                  |
| ポニーキャニオン   |                    |                                                    |                    |
| 2nd                | 1987年12月16日     | いやっ!                                            | 13位               |
| 3rd                | 1988年7月21日      | Summer Tasty                                       | 25位               |
| 4th                | 1988年12月14日     | KOTTERUネ!                                         | 49位               |

#### ベストアルバム
| 枚               | 発売日           | タイトル                    | オリコン最高位   |
| ポニーキャニオン | ポニーキャニオン | ポニーキャニオン            | ポニーキャニオン |
| ---------------- | ---------------- | --------------------------- | ---------------- |
| 1st              | 1989年3月21日    | ベストだもんね!             | 65位             |
| 2nd              | 2002年2月20日    | MY これ!クション ゆうゆBEST | -                |
| 3rd              | 2007[8月17日     | ゆうゆ SINGLES コンプリート | -                |
| 4th              | 2010年4月21日    | Myこれ!Lite ゆうゆ          | -                |

### タイアップ曲
| 楽曲                 | タイアップ                                                             | 収録作品                         |
| -------------------- | ---------------------------------------------------------------------- | -------------------------------- |
| もう一度ピーターパン | フジテレビ系放映アニメーション『ピーターパンの冒険』オープニングテーマ | シングル「もう一度ピーターパン」 |
| 夢よ開けゴマ!        | フジテレビ系放映アニメーション『ピーターパンの冒険』エンディングテーマ | シングル「もう一度ピーターパン」 |

### NHKみんなのうた
- ドッテン・チャールストン （放送時期：1990年12月～1991年1月期） 作詞：吉沢久美子、作曲：原礼彦、編曲：鈴木宏昌、アニメーション：前田昭
  - 2016年販売のCD「NHKみんなのうた 55 アニバーサリー・ベスト 〜日々〜」に初収録。

### 参加楽曲
| 発売日           | 商品名           | 歌               | 楽曲                     | 備考 |
| ポニーキャニオン | ポニーキャニオン | ポニーキャニオン | ポニーキャニオン         | ポニーキャニオン |
| ---------------- | ---------------- | ---------------- | ------------------------ | --- |
| 1988年3月21日    | 上海雪           | ケラ & YuYu      | 「サヨナラの前に接吻を」 | 有頂天のボーカル、ケラのソロシングル「上海雪」のc/w。 ベスト盤『ゆうゆ SINGLES コンプリート』と『Myこれ!Lite ゆうゆ』にも同曲が収録されている。 |

### 映像作品
| 枚               | 発売日           | タイトル                                          |                  |
| ポニーキャニオン | ポニーキャニオン | ポニーキャニオン                                  | ポニーキャニオン |
| ---------------- | ---------------- | ------------------------------------------------- | ---------------- |
| 1st              | 1987年9月21日    | ボンジョールノ!ゆうゆ イタリア・パック・ツアー    |                  |
| 2nd              | 1988年3月1日     | ゆうゆファーストコンサート ボクらは元気なゆうゆ印 |                  |

### ゲーム
- ゆうゆのクイズでGO!GO! （1990年、アーケードゲーム タイトー）
  - 1992年にはスーパーファミコンに移植される。

### 写真集
- ゆうゆ -岩井由紀子写真集 (1987年6月 フジテレビ出版 斉藤清貴) ISBN 4893531484
- 左胸あたり -岩井由紀子写真集 (1988年3月 ワニブックス 武藤義) ISBN 4847020782
- 由紀子 亜麻色のとき -ゆうゆ写真集 (1991年10月 学研 今村敏彦)

### おニャン子クラブのメインボーカル曲
- お先に失礼（5thシングル）
- 恋はくえすちょん（6thシングル）
- あんみつ大作戦（6thシングルB面）
- NO MORE 恋愛ごっこ（7thシングル）
- ショーミキゲン（再結成記念シングル）
- 窓から見てるP・T・A（アルバム『夢カタログ』）
- ウィンクで殺して（アルバム『PANIC THE WORLD』）
- 体育館はダンステリア（同上）
- 夏休みは終わらない（同上）
- 早口言葉でサヨナラを（アルバム『NON-STOP おニャン子』）
- 雨のメリーゴーランド（アルバム『SIDE LINE』）
- 星のバレリーナ（同上）
- 誰のせいかな（同上）
- 真っ赤なミニスカート（アルバム『Circle』）
- 割ってしまった卵（同上）
- ちょっとほの気のタイミング（同上※ソロ楽曲）

## 主な出演

### バラエティ
- 夕やけニャンニャン（1985年 - 1987年、フジテレビ系） - おニャン子クラブの一員として活躍
- 夕食ニャンニャン（1986年、フジテレビ系）
- やる気マンマン日曜日（1987年10月 - 1988年12月、TBS系）
- 歌え!アイドルどーむ（1987年10月 - 1988年9月、テレビ東京系）
- 所さんのただものではない!（1987年 - 1991年、フジテレビ系）
- 邦子のスター生たまご（1988年 - 1989年3月、よみうりテレビ/日本テレビ系）
- クイズ!年の差なんて（1988年 - 1994年、フジテレビ系）
- それゆけ!マーシー（1989年4月 - 1990年9月、TBS系）
- 笑っていいとも!（1989年10月 - 1990年9月、フジテレビ系）※木曜日レギュラー
- クイズ!!ひらめきパスワード（1989年10月 - 1990年12月、MBS/TBS系）
- 所さんのもしも突撃隊!!（1990年 - 1991年、テレビ東京系）
- ヒューヒュー（1992年10月 - 1993年7月、日本テレビ系）
- オールスター感謝祭（特番・TBS、1992年秋より（断続的に）出演）
- ムーブ・三宅裕司のぎゃっぷウォーズ（1992年10月 - 1993年3月、TBS系）
- 楽天GIGランド（1992年10月 - 1993年3月、メーテレ系）
- 上岡龍太郎にはダマされないぞ!（1994年10月 - 1995年、フジテレビ系）
- ティーンズねっとわーく（1995年 - 1996年、NHK教育テレビ）
- 電脳☆GQバトラー!!（1995年10月 - 1996年3月、読売テレビ）
- 欽ちゃんのどこまで笑うの?!（テレビ朝日）

### テレビドラマ
- 月曜ドラマランド（フジテレビ系）
  - ボクの婚約者（1986年1月）
  - おニャン子学園危機イッパツ とんだ放課後（1986年6月）
  - ないしょのハーフムーン（1987年2月）
- 強力45（フジテレビ系）
  - 熱いハートの声をきけ!（1988年12月）
  - トラ（1989年3月）
- 火曜サスペンス劇場 湾岸に消えた女（1989年2月、日本テレビ） - 田島みゆき 役
- 世にも奇妙な物語 「死後の苦労」（1990年6月、フジテレビ系）
- 月曜ドラマスペシャル またまた恋して一直線（1992年1月、TBS系）
- 映画みたいな恋したい「死の接吻」（1993年5月、テレビ東京系）
- 江戸の用心棒 第1シリーズ（1994年4月 - 1995年3月、日本テレビ系） - おみつ 役 ※第11話からのレギュラー
- 火曜サスペンス劇場 犯罪心理分析官2（1996年7月、日本テレビ系）

### ラジオ
- ゆうゆのYouYouタイム（TBSラジオ）

### CM
- サンヨー食品 うまいもんシリーズ サッポロ一番みそラーメン オタフクお好みソース味焼そば
- グリコ乳業 プッチンプリン
- 大塚製薬 オロナミンC
- ライオン ロングバネット
- 銀のさら
- タイトー タイトー企業CM（サウンドロゴも一時期担当） 究極ハリキリスタジアム平成元年版 フリップル ドンドコドンなど
- 養命酒

### オリジナルビデオ
- Mr.ゴーストによろしく（1991年 監督：山本晋也）
- 好きにならずにはいられない（1992年 監督：石川昭信）

### 舞台
- から騒ぎ（1989年、東京グローブ座ほか 演出：宮本亜門）